# ما همه خوبیم
ما همه خوبیم فیلمی به کارگردانی بیژن میرباقری و تهیه‌کنندگی محمدرضا تخت‌کشیان محصول سال ۱۳۸۳ ایران است.

## خلاصهٔ داستان
خانواده‌ای که چند سالی است از پسر بزرگ خود که به خارج رفته است خبر ندارند ناگهان با پیامی از او روبه‌رو می‌شوند که دوستش برای آن‌ها آورده او از آن‌ها خواسته است که فیلمی ویدئوی از خود تهیه کنند و برای او بفرستند ماجرای «ما همه خوبیم» ماجرای ساختن این فیلم است.

## جوایز
نامزد ده سیمرغ بلورین از بیست و سومین جشنواره فیلم فجر و برنده سیمرغ بهترین تدوین برای سعید شاهسواری و همچنین برنده بهترین بازیگر دوم زن برای لیلا زارع
برنده یوزپلنگ نقره‌ای از فستیوال لوکارنو/ سوئیس/ ۲۰۰۵
کاندید ۹ جایزه از جشن نهم خانه سینما ایران و برنده تندیس بهترین بازیگر دوم مرد برای محسن قاضی مرادی